# 루타나주

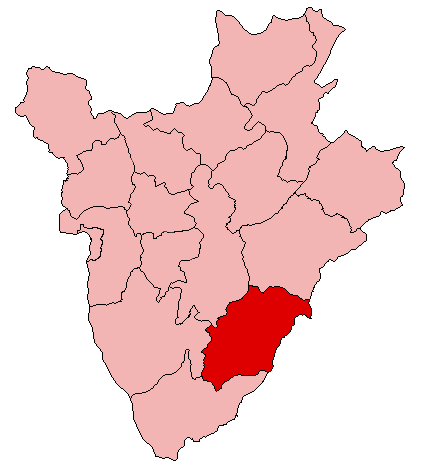
루타나 주의 위치

루타나주(Rutana)는 부룬디 남동부에 위치한 주로, 주도는 루타나이며 면적은 1,959km2, 인구는 244,939명(1999년 기준)이다. 남동쪽으로는 탄자니아 키고마 주, 북쪽으로는 루이기 주, 남쪽으로는 마캄바 주, 서쪽으로는 부루리 주, 북서쪽으로는 기테가 주와 접하며 6개 코뮌(부켐바, 기하로, 기탕가, 음핑가, 무송가티, 루타나)을 관할한다.